# Buzota
Buzota – wieś w Rumunii, w okręgu Prahova, w gminie Apostolache. W 2011 roku liczyła 366 mieszkańców.